# Luigi Maria Carli
Luigi Maria Carli (Comacchio, Itália, 19 de novembro de 1914 — Gaeta, Itália, 14 de abril de 1986) foi um prelado italiano da Igreja Católica e arcebispo de Gaeta.

## Vida
Luigi Maria Carli foi ordenado sacerdote em 20 de junho de 1937.
Em 31 de julho de 1957, Papa Pio XII o nomeou Bispo de Segni.
Recebeu a consagração episcopal pelo bispo de Comacchio, Giovanni Mocellini, em 21 de setembro do mesmo ano. Os co-consagradores foram o arcebispo de Ferrara, Natale Mosconi, e o bispo de Bertinoro, Paolo Babini.
Luigi participou de todas as sessões do Concílio Vaticano II.
Em 26 de janeiro de 1973, Papa Paulo VI o nomeou Arcebispo de Gaeta, função que ocupou até a sua morte aos 71 anos em 14 de abril de 1986.